# 10,5 cm leFH 18M
10,5 cm leFH 18M, полное название 10,5 cm leichte Feldhaubitze 18 Mündungsbremse (нем. 10,5 см лёгкая полевая гаубица 18 с дульным тормозом) — немецкая 105-мм лёгкая полевая гаубица времён Второй мировой войны, модификация орудия 10,5 cm leFH 18. Использовалась в вооружённых силах Германии и Финляндии, устанавливалась в качестве орудия на САУ Wespe.

## История производства
Орудие было разработано в качестве модификации гаубицы 10,5 cm leFH 18 и в перспективе её возможной замены. Разрабатывалось и производилось при поддержке и финансировании компании «Рейнметалл», пик производства пришёлся на период коренного перелома в ходе Второй мировой войны. 53 таких орудия были переданы войскам Финляндии, где до конца войны использовались под названием 105 H 33. Немецкая же армия полностью данными гаубицами не была укомплектована. В ходе заводского ремонта новый ствол с дульным тормозом получали и гаубицы le.F.H. 18.

## Описание
Орудие было создано на основе оригинальной гаубицы 10,5 cm leFH 18, на лафете могли устанавливать как деревянные, так и стальные колёса. Гаубицу могли перевозить на телеге, запряжённой лошадями[уточнить].
 Старый дульный тормоз позже был немного изменён за счёт добавления двух выступающих ушей, чтобы предотвратить возможный разрыв стволов и уменьшить отдачу. Ствол гаубицы имел длину 2940 мм/28 калибров без дульного тормоза. Затвор был модифицирован для использования более тяжёлых и мощных снарядов.
Специально для стрельбы на максимальную дальность разработали новый осколочно-фугасный снаряд 10,5 cm FH Gr Fern весом 14,25 кг (масса ТНТ — 2,1 кг). При стрельбе зарядом № 6 начальная скорость составляла 540 м/с, а дальность стрельбы — 12 325 м. Снаряд под названием FH Gr Fern был длиннее на 25 мм по сравнению со стандартными снарядами для 10,5 cm leFH 18, однако взрывной снаряд был размещён ближе к оболочке снаряда, что усиливало поражающий эффект.